# Shamans (album)
A Shamans Aziza Mustafa Zadeh azeri (azerbajdzsáni)  zongorista, énekesnő és zeneszerző 2002-ben megjelent, hetedik lemeze. A számok mellett Aziza Zadeh megjegyzései olvashatók. A CD borítóját Aziza festményei díszítik.

## Számok
1. Holiday Blessings – 4:30 (Aziza Mustafa Zadeh)
Life is the greatest gift of God
2. Ladies of Azerbaijan – 5:00 (Aziza Mustafa Zadeh)
…are gentle but proud
3. UV (Unutma Vijdani) – 5:48 (Aziza Mustafa Zadeh)
About conscience
4. Sweet Sadness – 4:59 (Aziza Mustafa Zadeh)
For loving hearts
5. M25 – 2:58 (Aziza Mustafa Zadeh)
…is the largest car park in the world
6. Ayrilik – 4:56 (Aziza Mustafa Zadeh – Hodjaty Nariman)
Dedicated to the memory of the beautiful Turkish singer, Zeki Müren
7. Fire Worship – 4:34 (Aziza Mustafa Zadeh)
Fire as the symbol of life
8. Shamans – 9:10 (Aziza Mustafa Zadeh)
…are very special people, gifted by God… they can see who you are, and heal you in many ways
9. Strange Mood – 5:26 (Aziza Mustafa Zadeh)
Dedicated to the genius of Vagif Mustafa Zadeh
10. Uzun Ince Bir Yoldayim – 4:13 
My favourite Turkish song
11. Endless Power – 3:43 (Aziza Mustafa Zadeh)
…of Vagif's spirit that has tremendous influence on me
12. Melancholic Princess – 4:20 (Aziza Mustafa Zadeh)
Waiting for the prince of her life…
13. Bach-Zadeh – 2:56 (Aziza Mustafa Zadeh)
Bach is my first classical composer. As Vagif said, "great jazzman"
14. Portrait of Chopin – 5:36 (Aziza Mustafa Zadeh)
My first romantic composer. Like my father, he was only thirty-nine when he died.

## Előadók
- Aziza Mustafa Zadeh – zongora, ének